# 图库曼议会
图库曼议会（西班牙語：Congreso de Tucumán）是阿根廷独立战争期间在阿根廷图库曼召开的代表大会。
1810年，阿根廷五月革命爆发，推翻了拉普拉塔总督辖区，成立了拉普拉塔联合省临时政府。阿根廷独立战争爆发，在民族英雄何塞·德·圣马丁的领导下，最终击退了西班牙殖民势力。1816年3月25日，来自拉普拉塔联合省的各省代表在图库曼召开的代表大会。7月9日，图库曼议会通过了《独立宣言》，宣布拉普拉塔联合省独立。这一天后来成为了阿根廷独立日。